# 紅背麗花鮨
紅背麗花鮨，為輻鰭魚綱鱸形目鱸亞目麗花鮨科的其中一種，分布於東南大西洋納米比亞至南非海域，為温帶海水魚，深度50-200公尺，體長可達25公分，棲息在沿岸礁石區水域，成群活動，生活習性不明。